# La Fille aux cheveux noirs
La Fille aux cheveux noirs (titre original : The Dark Haired Girl) rassemble les lettres écrites par Philip K. Dick aux muses qu'il a aimées : femmes réelles ou personnages de fiction ? Cette correspondance a été publiée en 1988 aux États-Unis et en 2002 en France.

## Édition française
- La Fille aux cheveux noirs, Gallimard, coll. « Folio SF » no 87, 2002. Traduction de Gilles Goullet. Préface de Norman Spinrad.